# Sellye
Sellye (em croata:   Šeljin) é uma cidade da Hungria, situada no condado de Baranya. Tem 25,18 km² de área e sua população em 2019 foi estimada em 2.479 habitantes.